# Jabłonkowanie

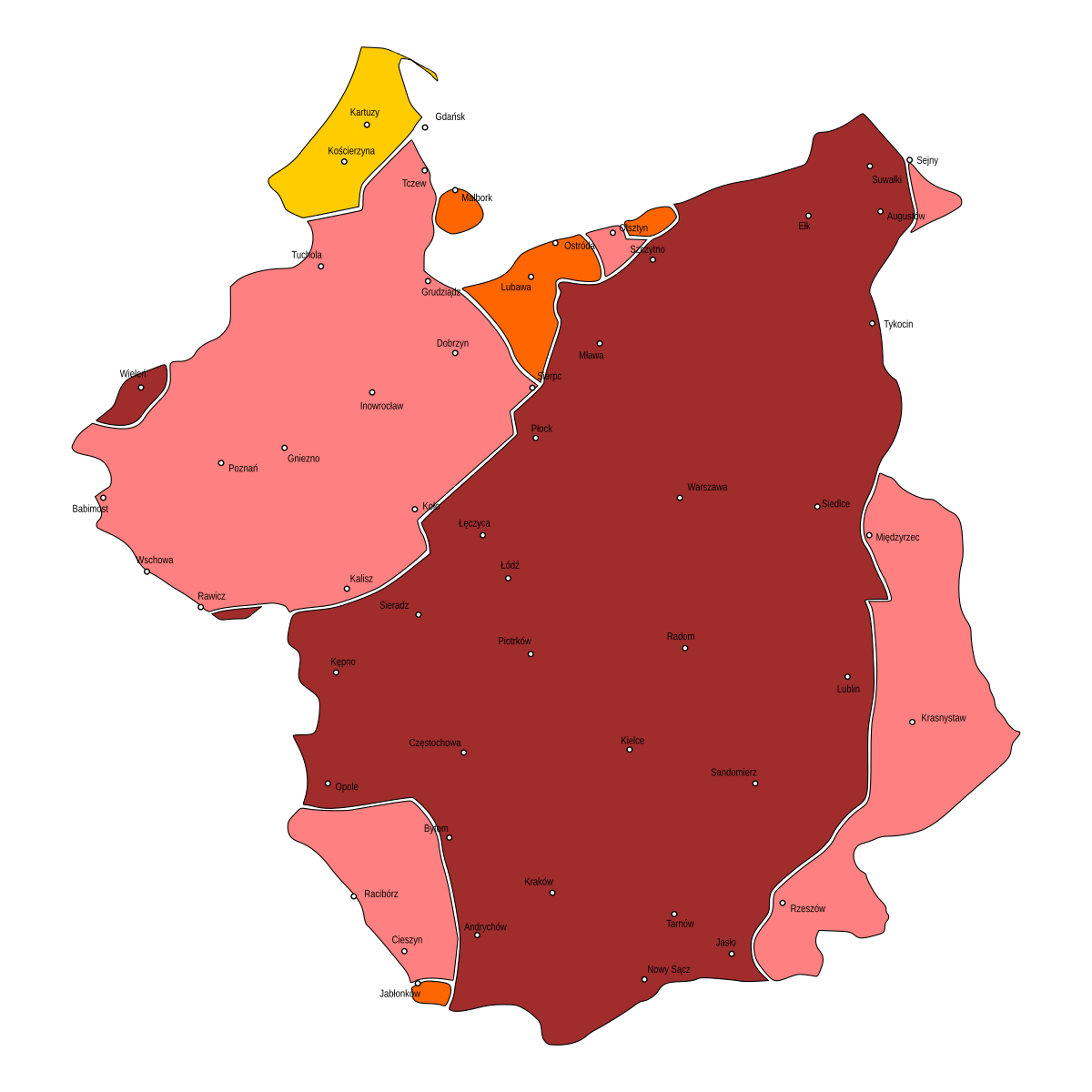
Mapa gwar polskich. Gwary z jabłonkowaniem zaznaczone na
pomarańczowo.

Jabłonkowanie (sziakanie, siakanie) – zjawisko polegające na pomieszaniu lub spłynięciu się spółgłosek dziąsłowych (szumiących: [ʂ, tʂ, ʐ, dʐ] tj. sz, cz, ż, dż) z palatalnymi (ciszące: [ɕ, tɕ, ʑ, dʑ] tj. ś, ć, ź, dź) w pośredni szereg – [ʃʲ, tʃʲ, ʒʲ, dʒʲ] tj. śz, ćz, źż, dźż, np. śzćzekaćz – szczekać i ściekać, śzare śzano, ćzarne ćziele. Występuje w dialekcie śląskim w gwarze jabłonkowskiej (w pobliżu Jabłonkowa – stąd nazwa), w okręgu opawskim i w gwarach czadeckich oraz w dialekcie mazowieckim w gwarach malborsko-lubawskich, ostródzkich i warmińskich
Jest wynikiem dążenia do ograniczenia liczby spółgłosek palatalnych, które w innych gwarach polskich wyraziło się mazurzeniem, kaszubieniem lub, jak w języku literackim, depalatalizacją szeregów Š´ i C´.
Siakanie może również oznaczać mającą charakter ogólnodialektalny wymowę ś zamiast sz, głównie w wyrazach obcych, np. śpagat, śnurek, śklonka zamiast szpagat, sznurek, szklanka.